# Ciprian Vălcan
Ciprian Vălcan (Arad, nascido em 5 de dezembro de 1973) é um filósofo, escritor e ensaísta romeno.

## Biografia
Graduado em filosofia em Timișoara, tendo sido bolsista da École Normale Supérieure de Paris (1995-1997) e bolsista do governo francês (2001-2004). Obteve seu bacharelado e mestrado em filosofia naSorbonne. Foi conferencista na Faculdade de Direito da Universidade de Tibiscus, em Timișoara (2006-2009), professor visitante na Universității de Vest de Timișoara (2004-2005) e professor naFaculdade de Direito da Universidade de Tibiscus de Timișoara (2009-).
É doutor em filosofia pela Universidade Babeș-Bolyai  em Cluj-Napoca (2002), doutor em filologia pela Universității de Vest de Timișoara (2005) e doutor em história cultural pela École pratique des hautes études de Paris (2006 ).
Membro da Uniunii Scriitorilor din România, do Pen Club, da Asociației Române a Cercetătorilor Francofoni în Științe Umane (ARCHES), do Instituto de Estudos Centrais e Orientais European Comparative Studies A Treia Europă, da filial romena da Sociedade Internacional Tomás de Aquino, e do laboratório de pesquisa L'Europe centrale et orientale depuis le Moyen-Âge: histoire et interculturalité da École pratique des hautes études em Paris.
É presidente da Sociedade de Jovens Estudantes Universitários da Romênia (STUR), editor da revista Orizont, editor da revista A Treia Europa, editor da revista Alkemie, membro do comitê científico internacional da Revista Colombiana de Filosofia de la Ciencia, membro do comité científico internacional da revista Recerca, membro do comité científico internacional da revista CBN em Castellon, membro honorário do conselho editorial da revista Vox philosophiae, membro do comité consultivo da revista Europa em Novi Sad, coordenador da a coleção Eidos da Editora Augusta em Timișoara e coordenadora da coleção Magister da Editora West University em Timișoara.

## Obra
- ,Recherches autour d'une philosophie de l'image (Augusta, Timisoara, 1998)
- Studii de patristică și filosofie medievală (Augusta, Timișoara, 1999). Prêmio do Ramo Timișoara do Sindicato dos Escritores.
- Eseuri barbare (Augusta, Timisoara, 2001).
- La concurrence des influences culturelles francaises et allemandes dans l'oeuvre de Cioran (Editura Institutului Cultural Român, București, Bucareste, 2008) – traduzido para o espanhol por Maria Liliana Herrera com o título Influencias culturales francesas y alemanas en la obra de Cioran (Editorial UTP, Pereira, 2016).
- Filosofia pe înțelesul centaurilor (Napoca Star, Cluj-Napoca, 2008).
- Teologia albinoșilor, com Dana Percec (Napoca Star, Cluj-Napoca, 2010).
- Elogiul bîlbîielii (All, Bucareste, 2011).
- Logica elefanților, com Dana Percec (All, Bucareste, 2013).
- Amiel e o canibal (Cartea Românească, Bucareste, 2013).
- Metafizica bicicliștilor (All, Bucareste, 2013 (com Dana Percec) - traduzido para o tcheco por Hana Herrmannova com o título Metafyzika kyklistu, Herrmann&Synove, Praga, 2015
- Retratos con azar, Desde Abajo, Bogotá, 2014 (com Saul Yurkievich e Ilinca Ilian)
- Cioran, un aventurier nemișcat (All, Bucharest, 2015). Tradução espanhola de Miguel Angel Mendoza com o título Cioran, un aventuero immóvil, Editorial Universidad Tecnologica de Pereira, Pereira, 2018. Tradução portuguesa do Brasil por Rodrigo Inácio R. Sá Menezes: Cioran, um explorador imóvel (Atopos Editorial, São Paulo, 2023).
- Le vecchie e il diavolo – tradução italiana de Giovanni Rotiroti e Iulian Francisco Ciubotaru (Joker, Novi Ligure, 2017); Tradução portuguesa do Brasil As Velhinhas e o Diabo - tradução para o português do Brasil por Rodrigo Menezes (Tesseractum, São Paulo, 2022).
- Socrate și portăreasa (Eikon, Bucareste, 2019).
- Husserl y el dragón - tradução para o espanhol por Raluca Ciortea (Ex Libris, Ciudad de Mexico, 2021).

O suicida ou a era do niilismo – tradução para o português do Brasil por Fernando Klabin, Zazie (www.zazie.com.br), Rio de Janeiro/Copenhague, 2016.

### Volumes coordenados
- Jacques Le Rider, Europa Centrală sau paradoxul fragilității  (Polirom, Iasi, 2001).
- Labirintul subiectivității (Augusta, Timișoara, 2001).
- Dinamica dreptului în societatea contemporană (Augusta, Timișoara, 2001).
- Portret de grup cu idei  (Viața Creștină Publishing House, Cluj-Napoca, 2002).
- Travers. O antologie a literaturii maghiare din Transilvania (Polirom, Iasi, 2002).
- O anatomie a discursului filosofic (Augusta, Timișoara, 2002).
- Michel Serres – – Modelul lui Hermes (Editura Universității de Vest, Timișoara, 2003).
- Jacques Le Rider, Otto Weininger sau voluptatea excesului, (Editura Universității de Vest, Timișoara, Timisoara, 2003).
- Paradigma ereticului (Augusta, Timișoara, 2004).
- Tentația ideii (Galaxia Gutenberg, Cluj-Napoca, 2004).
- Eseuri de fenomenologie a culpabilității (Augusta, Timișoara, 2004).
- Cultura memoriei în Europa Centrală, ( Editura Universității de Vest, Timișoara, 2005).
- Fragilitatea spiritului (Galaxia Gutenberg, Cluj-Napoca, 2005).
- Inerția imaginației (Galaxia Gutenberg, Cluj-Napoca, 2005).
- Fascinația formei (Galaxia Gutenberg, Cluj-Napoca, 2006).
- Reprezentări culturale ale nebuniei (Napoca Star, Cluj-Napoca, 2006).
- Despre lux (Napoca Star, Cluj-Napoca, 2007).
- Noblețea efemerului (Napoca Star, Cluj-Napoca, 2007).
- Splendoarea decadenței. Viena 1848-1938 (Bastion, Timișoara, 2008).
- Ispita alexandrinismului (Bastion, Timișoara, 2008).
- Obsesii, capricii, himere (Napoca Star, Cluj-Napoca, 2008).
- Cadența ideilor (Napoca Star, Cluj-Napoca, 2009).
- Anamorfozele iubirii (Napoca Star, Cluj-Napoca, 2010).
- Simțul nuanței (Napoca Star, Cluj-Napoca, 2011).
- Sensul lucrurilor (Napoca Star, Cluj-Napoca, 2012).
- Excentris. Marginali, excentrici, rebeli (Editura Universității de Vest, Timișoara, 2012).
- Fantasma trupului (Napoca Star, Cluj-Napoca, 2013).
- Ecoul inefabilului (Napoca Star, Cluj-Napoca, 2014).

### Volumes coletivos
- Fides et ratio în dezbatere, (Editura Viața Creștină, Cluj-Napoca, 2002).
- In honorem magistri G. I. Tohăneanu (Editura Universității de Vest, Timișoara, 2005).
- Studii de filosofie contemporană (Galaxia Gutenberg, Cluj-Napoca, 2005).
- Romanian Philosophical Culture, Globalization, and Education (Council for Research in Values and Philosophy, Washington D.C., 2008).
- Fronteras de la ciencia y complejidad (Universidad Rosario, Bogota, 2010).

### Traduções
- Luc Ferry, Omul-Dumnezeu sau sensul vieții, Augusta, Timișoara, 1999
- Luc Ferry, Noua ordine ecologică, Augusta, Timișoara, 1999 (în colaborare)
- Pierre Bonté, Michel Izard, Dicționar de antropologie și etnologie, Polirom, Iași, 1999, 2007 (în colaborare)